# Mermeros (Sohn des Iason)
Mermeros (altgriechisch Μέρμερος Mérmeros) ist in der griechischen Mythologie ein Sohn des Iason und der Medeia. Sein Bruder war Pheres.
Mermeros wurde wie sein Bruder Pheres von Medeia aus Eifersucht ermordet, als Iason um Glauke, die Tochter des korinthischen Königs Kreon, warb. Pausanias berichtet hingegen, Mermeros und Pheres seien von den Korinthern gesteinigt worden, weil sie die Geschenke der Medeia, die zum Tod der Glauke führten, gebracht haben sollen. In der Folge seien alle Neugeborenen der Korinther von ihnen getötet worden, bis auf Veranlassung eines Orakels jährliche Opfer an die beiden begangen wurden und eine Statue des Deimos aufgestellt worden war. Von dieser Statue schreibt Pausanias, dass sie noch zu seiner Zeit zu sehen gewesen sei.
Pausanias überliefert auch eine Sagenversion, die er dem Epos Naupaktia entnommen habe. Demnach war Mermeros der ältere Sohn des Iason. Nachdem Iason seinen Wohnsitz von Iolkos nach Kerkyra verlegt hatte, sei Mermeros auf dem gegenüberliegenden Festland während der Jagd von einer Löwin getötet worden.
Bei Apollodor von Athen und im Kommentar des Eustathios von Thessalonike zur Odyssee ist ein weiterer Mermeros der Sohn des Pheres und Vater des Ilos.